# Veščica (gmina Murska Sobota)
Veščica – wieś w Słowenii, w gminie miejskiej Murska Sobota. W 2018 roku liczyła 412 mieszkańców. 